# Temporada da Liga ACB de 2020-21
A Temporada da Liga ACB de 2020–21 foi a 38.ª edição da principal competição de basquetebol masculino na Espanha a ser disputada entre 19 de setembro de 2020 e junho de 2020. A equipe do Saski Baskonia defende seu título.

## Equipes participantes
| Clube                   | Arena                  | Localização     |
| ----------------------- | ---------------------- | --------------- |
| Acunsa GBC              | San Sebastian Arena    | San Sebástian   |
| Baxi Manresa            | Pavelló Nou Congost    | Manresa         |
| Barça                   | Palau Blaugrana        | Barcelona       |
| Casademont Zaragoza     | Príncipe Felipe        | Saragoça        |
| Club Joventut Badalona  | Palau Olímpic          | Badalona        |
| Coosur Real Betis       | Palacio San Pablo      | Sevilha         |
| Herbalife Gran Canaria  | Arena Gran Canaria     | Las Palmas      |
| Hereda San Pablo Burgos | Coliseum Burgos        | Burgos          |
| Lenovo Tenerife         | Pavilhão Insular       | La Laguna       |
| Monbús Obradoiro        | Fontes do Sar          | Santiago        |
| MoraBanc Andorra        | Poliesportiu d'Andorra | Andorra-a-Velha |
| Movistar Estudiantes    | WiZink Arena           | Madrid          |
| Real Madrid             | WiZink Arena           | Madrid          |
| RETAbet Bilbao Basket   | Bilbao Arena           | Bilbau          |
| TD Systems Baskonia     | Fernando Buesa         | Vitoria-Gasteiz |
| UCAM Murcia             | Palacio de Deportes    | Múrcia          |
| Unicaja Malaga          | Martín Carpena         | Málaga          |
| URBAS Fuenlabrada       | Fernando Martin        | Fuenlabrada     |
| Valencia Basket         | Fonte de São Luis      | Valência        |

|  |                                               |
|  | Promovidos da Liga Ouro na temporada anterior |

## Temporada Regular
| Casa\Visitante          | ACU    | BAR    | BAX     | CAS    | JOV    | COO     | HER    | BUR    | LEN    | MOB    | MBA   | MOV     | RMB   | RET     | TDS   | UCM    | UNI   | URF    | VAL    |
| ----------------------- | ------ | ------ | ------- | ------ | ------ | ------- | ------ | ------ | ------ | ------ | ----- | ------- | ----- | ------- | ----- | ------ | ----- | ------ | ------ |
| Acunsa GBC              |        | 68-110 | 71-78   | 70-67  | 68-99  | 68-91   | 65-79  | 77-90  | 89-87  | 66-79  | 86-82 | 81-79   | 70-86 | 74-97   | 63-81 | 78-88  | 75-81 | 72-100 | 78-60  |
| Barça                   | 87-60  |        | 97-89   | 107-88 | 88-74  | 82-53   | 91-63  | 89-86  | 81-74  | 76-70  | 82-71 | 98-68   | 85-87 | 82-64   | 87-74 | 92-63  | 79-55 | 81-79  | 90-100 |
| Baxi Manresa            | 91-83  | 76-99  |         | 92-82  | 85-80  | 93-81   | 64-71  | 87-101 | 80-88  | 76-80  | 64-69 | 102-101 | 76-77 | 94-78   | 71-68 | 85-84  | 90-83 | 90-76  | 74-82  |
| Casademont Zaragoza     | 99-71  | 85-97  | 102-103 |        | 95-100 | 96-95   | 88-71  | 86-100 | 60-91  | 83-70  | 99-89 | 104-113 | 89-98 | 105-76  | 98-86 | 98-86  | 63-92 | 105-85 | 76-85  |
| Club Joventut Badalona  | 90-94  | 62-80  | 96-68   | 88-81  |        | 78-88   | 84-103 | 78-95  | 90-85  | 91-84  | 99-92 | 97-70   | 64-87 | 88-81   | 83-82 | 104-93 | 81-73 | 80-75  | 80-91  |
| Coosur Real Betis       | 74-62  | 58-109 | 86-70   | 82-85  | 57-78  |         | 69-74  | 76-85  | 82-93  | 88-87  | 69-61 | 80-81   | 65-84 | 89-96   | 73-77 | 55-84  | 78-75 | 86-79  | 95-85  |
| Herbalife Gran Canaria  | 90-81  | 74-92  | 83-77   | 84-76  | 96-85  | 78-54   |        | 83-74  | 87-108 | 75-85  | 62-79 | 97-94   | 65-90 | 107-102 | 71-75 | 91-81  | 80-84 | 87-71  | 92-86  |
| Hereda San Pablo Burgos | 79-90  | 77-93  | 91-80   | 95-98  | 86-78  | 95-77   | 92-60  |        | 86-98  | 83-77  | 82-68 | 91-71   | 60-74 | 96-86   | 91-89 | 89-84  | 95-83 | 78-99  | 78-83  |
| Lenovo Tenerife         | 96-69  | 72-96  | 85-70   | 91-86  | 86-82  | 77-73   | 99-80  | 84-79  |        | 107-62 | 93-81 | 101-77  | 85-92 | 86-67   | 79-81 | 85-78  | 79-61 | 91-87  | 90-86  |
| Monbús Obradoiro        | 85-76  | 75-78  | 90-87   | 102-91 | 83-87  | 87-80   | 89-88  | 63-78  | 71-97  |        | 79-51 | 87-91   | 71-87 | 80-72   | 78-87 | 80-83  | 83-85 | 101-82 | 77-78  |
| MoraBanc Andorra        | 105-71 | 63-79  | 92-86   | 83-98  | 87-89  | 72-55   | 86-81  | 87-82  | 83-89  | 90-71  |       | 81-73   | 69-75 | 72-70   | 68-82 | 84-66  | 78-81 | 85-71  | 84-72  |
| Movistar Estudiantes    | 80-61  | 78-92  | 84-88   | 73-79  | 83-90  | 82-96   | 94-68  | 82-88  | 64-90  | 83-94  | 97-85 |         | 65-79 | 95-89   | 84-86 | 75-85  | 90-92 | 86-87  | 81-86  |
| Real Madrid             | 97-71  | 82-87  | 100-78  | 102-83 | 101-92 | 95-77   | 81-80  | 96-81  | 84-76  | 84-77  | 86-79 | 93-77   |       | 70-59   | 92-83 | 98-87  | 91-84 | 79-68  | 69-79  |
| RETAbet Bilbao          | 81-80  | 73-90  | 96-108  | 73-96  | 94-73  | 86-84   | 71-92  | 98-89  | 70-81  | 99-81  | 76-85 | 77-78   | 83-85 |         | 72-75 | 63-73  | 75-91 | 87-82  | 73-106 |
| TD Systems Baskonia     | 83-71  | 82-71  | 87-68   | 89-61  | 71-79  | 103-76  | 78-99  | 83-94  | 79-72  | 80-74  | 84-67 | 96-92   | 74-85 | 82-68   |       | 75-83  | 70-79 | 90-74  | 76-73  |
| UCAM Murcia             | 90-73  | 77-73  | 93-103  | 91-68  | 84-91  | 74-72   | 75-81  | 74-78  | 82-84  | 93-76  | 76-79 | 93-80   | 58-74 | 82-90   | 92-87 |        | 81-68 | 84-81  | 66-80  |
| Unicaja Malaga          | 104-69 | 70-79  | 86-90   | 78-101 | 102-93 | 111-114 | 82-76  | 93-101 | 79-86  | 82-76  | 85-92 | 91-77   | 90-96 | 88-74   | 79-91 | 102-81 |       | 84-90  | 85-89  |
| URBAS Fuenlabrada       | 78-74  | 67-83  | 100-102 | 82-81  | 93-84  | 86-79   | 102-81 | 89-83  | 98-65  | 84-82  | 65-75 | 81-82   | 76-90 | 70-74   | 73-89 | 70-82  | 68-85 |        | 61-68  |
| Valencia Basket         | 101-75 | 64-80  | 112-82  | 93-84  | 89-102 | 89-81   | 101-85 | 81-99  | 89-95  | 97-82  | 91-76 | 100-89  | 78-86 | 99-90   | 83-61 | 89-78  | 66-71 | 96-76  |        |

### Classificação Fase Regular
| Pos. | Clube                   | J  | V  | D  | %    | P+    | P-    | SP   | Classificação              |
| ---- | ----------------------- | -- | -- | -- | ---- | ----- | ----- | ---- | -------------------------- |
| 1    | Real Madrid             | 36 | 34 | 2  | 94   | 3.132 | 2.741 | 391  | Playoffs                   |
| 2    | Barça                   | 36 | 32 | 4  | 89   | 3.162 | 2.621 | 541  | Playoffs                   |
| 3    | Lenovo Tenerife         | 36 | 27 | 9  | 75   | 3.148 | 2.861 | 287  | Playoffs                   |
| 4    | Valencia Basket         | 36 | 24 | 12 | 67   | 3.107 | 2.917 | 190  | Playoffs                   |
| 5    | TD Systems Baskonia     | 36 | 23 | 13 | 64   | 2.952 | 2.814 | 138  | Playoffs                   |
| 6    | Hereda San Pablo Burgos | 36 | 22 | 14 | 61   | 3.130 | 2.996 | 134  | Playoffs                   |
| 7    | Club Joventut Badalona  | 36 | 20 | 16 | 55,6 | 3.089 | 3.070 | 19   | Playoffs                   |
| 8    | Herbalife Gran Canaria  | 36 | 18 | 18 | 50   | 2.931 | 3.004 | -73  |                            |
| 9    | MoraBanc Andorra        | 36 | 17 | 19 | 47,2 | 2.850 | 2.866 | -16  |                            |
| 10   | Baxi Manresa            | 36 | 17 | 19 | 47,2 | 3.017 | 3.134 | -117 |                            |
| 11   | Unicaja Malaga          | 36 | 17 | 19 | 47,2 | 3.014 | 2.997 | 17   |                            |
| 12   | UCAM Murcia             | 36 | 16 | 20 | 44,4 | 2.924 | 2.951 | -27  |                            |
| 13   | Casademont Zaragoza     | 36 | 14 | 22 | 38,9 | 3.127 | 3.189 | -62  |                            |
| 14   | Monbús Obradoiro        | 36 | 12 | 24 | 33,3 | 2.888 | 3.015 | -127 |                            |
| 15   | URBAS Fuenlabrada       | 36 | 12 | 24 | 33   | 2.920 | 3.019 | -99  |                            |
| 16   | Coosur Real Betis       | 36 | 11 | 25 | 31   | 2.786 | 3.032 | -246 |                            |
| 17   | RETAbet Bilbao Basket   | 36 | 10 | 26 | 28   | 2.880 | 3.118 | -238 |                            |
| 18   | Movistar Estudiantes    | 36 | 9  | 27 | 25   | 2.969 | 3.185 | -216 | Rebaixados para a LEB Ouro |
| 19   | Acunsa GBC              | 36 | 7  | 29 | 19   | 2.650 | 3.146 | -496 | Rebaixados para a LEB Ouro |

## Playoffs

### Confrontos
|  | Quartas de final                  | Quartas de final        | Quartas de final |       |                      | Semifinais  | Semifinais | Semifinais |  |  | Final                | Final       | Final |
|  |                                   |                         |                  |       |                      |             |            |            |  |  |                      |             |       |
|  |                                   |                         |                  |       |                      |             |            |            |  |  |                      |             |       |
|  | Comunidade de Madrid              | Real Madrid             | 2                |       |                      |             |            |            |  |  |                      |             |       |
|  | Ilhas Canárias                    | Herbalife Gran Canaria  | 0                |       |                      |             |            |            |  |  |                      |             |       |
|  | Ilhas Canárias                    | Herbalife Gran Canaria  | 0                |       | Comunidade de Madrid | Real Madrid | 2          |            |  |  |                      |             |       |
|  |                                   |                         |                  |       | Comunidade de Madrid | Real Madrid | 2          |            |  |  |                      |             |       |
|  |                                   | Comunidade Valenciana   | Valencia         | 1     |                      |             |            |            |  |  |                      |             |       |
|  | Comunidade Valenciana             | Comunidade Valenciana   | Valencia         | 1     | Valencia             | 2           |            |            |  |  |                      |             |       |
|  | Comunidade Valenciana             |                         |                  |       | Valencia             | 2           |            |            |  |  |                      |             |       |
|  | Comunidade Autónoma do País Basco | TD Systems Baskonia     | 1                |       |                      |             |            |            |  |  |                      |             |       |
|  |                                   |                         |                  |       |                      |             |            |            |  |  | Comunidade de Madrid | Real Madrid | 0     |
|  |                                   |                         | Catalunha        | Barça | 2                    |             |            |            |  |  |                      |             |       |
|  | Catalunha                         | Barça                   | 2                |       |                      |             |            |            |  |  |                      |             |       |
|  | Catalunha                         | Joventut Badalona       | 1                |       |                      |             |            |            |  |  |                      |             |       |
|  | Catalunha                         | Joventut Badalona       | 1                |       | Catalunha            | Barça       | 2          |            |  |  |                      |             |       |
|  |                                   |                         |                  |       | Catalunha            | Barça       | 2          |            |  |  |                      |             |       |
|  |                                   | Ilhas Canárias          | Lenovo Tenerife  | 1     |                      |             |            |            |  |  |                      |             |       |
|  | Ilhas Canárias                    | Ilhas Canárias          | Lenovo Tenerife  | 1     | Lenovo Tenerife      | 2           |            |            |  |  |                      |             |       |
|  | Ilhas Canárias                    |                         |                  |       | Lenovo Tenerife      | 2           |            |            |  |  |                      |             |       |
|  | Castela e Leão                    | Hereda San Pablo Burgos | 0                |       |                      |             |            |            |  |  |                      |             |       |

#### Quartas de final
| Time 1          | Série | Time 2                  | 1º Jogo  | 2º Jogo | 3º Jogo |
| --------------- | ----- | ----------------------- | -------- | ------- | ------- |
| Real Madrid     | 2 - 0 | Herbalife Gran Canaria  | 103 - 79 | 81-75   | -       |
| Valencia Basket | 2 - 1 | TD Systems Baskonia     | 87 - 86  | 65 - 76 | 76-73   |
| Barça           | 2 - 1 | Club Joventut Badalona  | 84 - 74  | 63 - 72 | 94-73   |
| Lenovo Tenerife | 2 - 0 | Hereda San Pablo Burgos | 86 - 78  | 92 - 68 | -       |

#### Semifinal
| Time 1      | Série | Time 2          | 1º Jogo  | 2º Jogo | 3º Jogo |
| ----------- | ----- | --------------- | -------- | ------- | ------- |
| Real Madrid | 2 - 1 | Valencia Basket | 81 - 70  | 67 - 85 | 80 - 77 |
| Barça       | 2 - 1 | Lenovo Tenerife | 112 - 69 | 68 - 80 | 89 - 72 |

#### Final
| Time 1      | Série | Time 2 | 1º Jogo | 2º Jogo | 3º Jogo |
| ----------- | ----- | ------ | ------- | ------- | ------- |
| Real Madrid | 0 - 2 | Barça  | 75 - 89 | 72-93   | -       |

### Premiação
| Liga Endesa 2020-21        |
| Catalunha                  |
| -------------------------- |
| Barça Campeão (19° título) |

## Prêmios Individuais

### MVP por mês
| Mês       | Jogador           | Clube                   | Ref  |
| 2020      | 2020              | 2020                    | 2020 |
| --------- | ----------------- | ----------------------- | ---- |
| Setembro  | Laurynas Birutis  | Monbús Obradoiro        | 27,7 |
| Outubro   | Giorgi Shermadini | Lenovo Tenerife         | 28,7 |
| Novembro  | Louis Labeyrie    | Valencia Basket         | 26,0 |
| Dezembro  | Dylan Ennis       | Casademont Zaragoza     | 23,6 |
| 2021      |                   |                         |      |
| Janeiro   | Giorgi Shermadini | Lenovo Tenerife         | 27,0 |
| Fevereiro | Walter Tavares    | Real Madrid             | 27,7 |
| Março     | Giorgi Shermadini | Lenovo Tenerife         | 25,5 |
| Março     | Thad McFadden     | Hereda San Pablo Burgos | 25,5 |
| Abril     | Ángel Delgado     | Movistar Estudiantes    | 24,0 |
| Maio      |                   |                         |      |

### Jogador por rodada
| Rodada | Jogador (Clube)              | Valoração |
| ------ | ---------------------------- | --------- |
| 1      | Laurynas Birutis (MOB)       | 42        |
| 2      | Nikola Mirotić (BAR)         | 29        |
| 2      | Dejan Kravić (HER)           | 29        |
| 3      | Nicolás Laprovittola (RMB)   | 32        |
| 4      | Melo Trimble (URF)           | 37        |
| 5      | Giorgi Shermadini (LEN)      | 29        |
| 5      | Jaime Echenique ACU          | 29        |
| 6      | Marc García (URF)            | 39        |
| 7      | Alex Renfroe (HER)           | 36        |
| 8      | Jeremy Senglin (MBA)         | 35        |
| 9      | Laurynas Birutis (MOB)       | 37        |
| 10     | Emanuel Cate (UCM)           | 34        |
| 11     | Jasiel Rivero (BUR)          | 30        |
| 12     | Ondřej Balvin (RET)          | 41        |
| 13     | Xabier López-Arostegui (JOV) | 39        |
| 14     | Giorgi Shermadini (LEN)      | 30        |
| 15     | Kassius Robertson (MOB)      | 35        |
| 16     | Nikola Mirotić (BAR)         | 41        |
| 17     | Melo Trimble (URF)           | 34        |
| 18     | Youssoupha Fall (TDS)        | 38        |
| 19     | Giorgi Shermadini (LEN)      | 33        |
| 20     | Tryggvi Hlinason (CAS)       | 33        |
| 21     | Léo Meindl (URF)             | 44        |
| 22     | Mike Tobey (VAL)             | 34        |
| 23     | Bojan Dubljević (VAL)        | 29        |
| 24     | Walter Tavares (RMD)         | 37        |
| 25     | A. J. Slaughter (HER)        | 41        |
| 26     | Walter Tavares (RMD)         | 37        |
| 27     | Steven Enoch (MOB)           | 34        |
| 28     | Pau Ribas (JOV)              | 39        |
| 29     | Ondřej Balvin (RET)          | 36        |
| 30     | Youssou Ndoye (COO)          | 33        |
| 31     | Rokas Giedraitis (TDS)       | 40        |
| 32     | Kyle Alexander (URF)         | 36        |
| 33     | Ángel Delgado (MOV)          | 36        |
| 34     | Vítor Benite (BUR)           | 43        |
| 35     | Nemanja Djurisic (MOV)       | 33        |
| 36     | Viny Okouo (ACU)             | 36        |
| 37     | Giorgi Shermadini (LEN)      | 31        |

### Jogador Latino americano por rodada
| Rodada | Jogador                    | Valoração |
| ------ | -------------------------- | --------- |
| 1      | Bruno Fitipaldo (LEN)      | 27        |
| 2      | Bruno Fitipaldo (LEN)      | 18        |
| 3      | Nicolás Laprovittola (RMB) | 32        |
| 4      | James Feldeine (COO)       | 30        |
| 5      | Marcelo Huertas (LEN)      | 22        |
| 6      | Eulis Báez (BAX)           | 19        |
| 7      | Facundo Campazzo (RMB)     | 22        |
| 8      | Facundo Campazzo (RMB)     | 19        |
| 9      | Nicolás Brussino (CAS)     | 28        |
| 10     | Jasiel Rivero (BUR)        | 30        |
| 11     | Jasiel Rivero (BUR)        | 30        |
| 12     | Facundo Campazzo (RMB)     | 28        |
| 13     | Marcelo Huertas (LEN)      | 24        |
| 14     | Gabriel Deck (RMB)         | 24        |
| 15     | James Feldeine (COO)       | 18        |
| 16     | Jasiel Rivero (BUR)        | 37        |
| 17     | Vítor Benite (BUR)         | 19        |
| 18     | Juan Pablo Vaulet (BAX)    | 24        |
| 19     | Gabriel Deck (RMB)         | 17        |
| 20     | Luca Vildoza (TDS)         | 22        |
| 21     | Léo Meindl (URF)           | 44        |
| 22     | Vítor Benite (BUR)         | 22        |
| 23     | Nicolás Brussino (CAS)     | 25        |
| 24     | Nicolás Brussino (CAS)     | 29        |
| 25     | Marcelo Huertas (LEN)      | 31        |
| 26     | Marcelo Huertas (LEN)      | 27        |
| 27     | Ángel Delgado (MOV)        | 26        |
| 28     | James Feldeine (COO)       | 30        |
| 29     | Nicolás Laprovittola (RMB) | 27        |
| 30     | Ángel Delgado (MOV)        | 24        |
| 31     | Nicolás Laprovittola (RMB) | 28        |
| 32     | Nicolás Brussino (CAS)     | 31        |
| 33     | Leandro Bolmaro (BAR)      | 32        |
| 34     | Vítor Benite (BUR)         | 43        |
| 35     | Nicolás Laprovittola (RMB) | 17        |
| 36     | Marcelo Huertas (LEN)      | 22        |
| 37     | Ángel Delgado (MOV)        | 28        |

### Melhor jogador latino-americano
- Marcelo Huertas (Lenovo Tenerife) [79]

### Melhor jogador defensivo
- Walter Tavares (Real Madrid) [80]

### Melhor jogador jovem
- Usman Garuba (Real Madrid) [81]

### Melhor quinteto jovem
- Carlos Alocén (Real Madrid)
- Dino Radončić (Gipuzkoa)
- Leandro Bolmaro (Barça)
- Usman Garuba (Real Madrid)
- Yannick Nzosa (Unicaja)

## Rebaixamento
Por critério de mérito desportivos foram rebaixados para a LEB Ouro na próxima temporada as seguintes equipes:
- Movistar Estudiantes
- Acunsa GBC

## Supercopa Endesa 2020 - Tenerife
|  | Semifinal                                 | Semifinal |    |  | Final                                     | Final |  |
|  |                                           |           |    |  |                                           |       |  |
|  | 11 de Setembro – Pavilhão Santiago Martín |           |    |  |                                           |       |  |
|  | TD Systems Baskonia                       | 68        |    |  |                                           |       |  |
|  | Barça                                     | 72        |    |  |                                           |       |  |
|  |                                           |           |    |  |                                           |       |  |
|  |                                           |           |    |  | 12 de Setembro – Pavilhão Santiago Martín |       |  |
|  |                                           |           |    |  | Real Madrid                               | 72    |  |
|  |                                           | Barça     | 67 |  |                                           |       |  |
|  |                                           |           |    |  |                                           |       |  |
|  |                                           |           |    |  |                                           |       |  |
|  |                                           |           |    |  |                                           |       |  |
|  | 11 de Setembro – Pavilhão Santiago Martín |           |    |  |                                           |       |  |
|  | Iberostar Tenerife                        | 79        |    |  |                                           |       |  |
|  | Real Madrid                               | 92        |    |  |                                           |       |  |

### Premiação
| Supercopa Endesa 2020 (Tenerife) |
| Comunidade de Madrid             |
| -------------------------------- |
| Campeão Real Madrid(7° título)   |

MVP Movistar 2020 -  Facundo Campazzo

## Clubes espanhóis em competições europeias
| Clube                   | Competição            | Resultado                                                                      |
| ----------------------- | --------------------- | ------------------------------------------------------------------------------ |
| Real Madrid             | EuroLiga              | Eliminado nas Quartas de finais para Anadolu Efes por 2 - 3                    |
| Barça                   | EuroLiga              | Finalista vencido por Anadolu Efes (81 - 86)                                   |
| Valencia Basket         | EuroLiga              | Eliminado na Temporada regular na 9º colocado com 19v - 15d)                   |
| TD Systems Baskonia     | EuroLiga              | Eliminado na Temporada regular na 10º colocado com 18v - 16d)                  |
| Joventut Badalona       | EuroCopa              | Eliminado nas quartas de finais por Virtus Bologna (serie 0 - 2, 75-80, 78-84) |
| Unicaja Malaga          | EuroCopa              | Eliminado fase TOP16 (4º Gr. E com 1v - 5d)                                    |
| MoraBanc Andorra        | EuroCopa              | Eliminado fase TOP16 (3º Gr. H com 3v - 3d)                                    |
| Herbalife Gran Canaria  | EuroCopa              | Eliminado nas semifinais por AS Monaco com 0-2 na série (77-82;74-76)          |
| RETAbet Bilbao Basket   | Liga dos Campeões     | Eliminado fase de grupos (3º Gr. D com 2v - 8d)                                |
| Hereda San Pablo Burgos | Liga dos Campeões     | Campeão (2º título)                                                            |
| Casademont Zaragoza     | Liga dos Campeões     | Terceiro colocado vencendo Strasbourg (89-77)                                  |
| Lenovo Tenerife         | Liga dos Campeões     | Eliminado nas quartas de finais por Strasbourg (77 - 86)                       |
| Hereda San Pablo Burgos | Copa Intercontinental | Campeão (1º título)                                                            |

## Copa do Rei - Madri 2021
|  | Quartas de final                  | Quartas de final        | Quartas de final |       |                                   | Semifinais          | Semifinais | Semifinais |  |  | Final                | Final       | Final |
|  |                                   |                         |                  |       |                                   |                     |            |            |  |  |                      |             |       |
|  |                                   |                         |                  |       |                                   |                     |            |            |  |  |                      |             |       |
|  | Ilhas Canárias                    | Lenovo Tenerife         | 87               |       |                                   |                     |            |            |  |  |                      |             |       |
|  | Castela e Leão                    | Hereda San Pablo Burgos | 76               |       |                                   |                     |            |            |  |  |                      |             |       |
|  | Castela e Leão                    | Hereda San Pablo Burgos | 76               |       | Ilhas Canárias                    | Lenovo Tenerife     | 85         |            |  |  |                      |             |       |
|  |                                   |                         |                  |       | Ilhas Canárias                    | Lenovo Tenerife     | 85         |            |  |  |                      |             |       |
|  |                                   | Comunidade de Madrid    | Real Madrid      | 79    |                                   |                     |            |            |  |  |                      |             |       |
|  | Comunidade de Madrid              | Comunidade de Madrid    | Real Madrid      | 79    | Real Madrid                       | 85                  |            |            |  |  |                      |             |       |
|  | Comunidade de Madrid              |                         |                  |       | Real Madrid                       | 85                  |            |            |  |  |                      |             |       |
|  | Comunidade Valenciana             | Valencia                | 74               |       |                                   |                     |            |            |  |  |                      |             |       |
|  |                                   |                         |                  |       |                                   |                     |            |            |  |  | Comunidade de Madrid | Real Madrid | 73    |
|  |                                   |                         | Catalunha        | Barça | 88                                |                     |            |            |  |  |                      |             |       |
|  | Comunidade Autónoma do País Basco | TD Systems Baskonia     | 96               |       |                                   |                     |            |            |  |  |                      |             |       |
|  | Catalunha                         | Joventut Badalona       | 87               |       |                                   |                     |            |            |  |  |                      |             |       |
|  | Catalunha                         | Joventut Badalona       | 87               |       | Comunidade Autónoma do País Basco | TD Systems Baskonia | 68         |            |  |  |                      |             |       |
|  |                                   |                         |                  |       | Comunidade Autónoma do País Basco | TD Systems Baskonia | 68         |            |  |  |                      |             |       |
|  |                                   | Catalunha               | Barça            | 77    |                                   |                     |            |            |  |  |                      |             |       |
|  | Catalunha                         | Catalunha               | Barça            | 77    | Barça                             | 103                 |            |            |  |  |                      |             |       |
|  | Catalunha                         |                         |                  |       | Barça                             | 103                 |            |            |  |  |                      |             |       |
|  | Andaluzia                         | Unicaja Malaga          | 93               |       |                                   |                     |            |            |  |  |                      |             |       |

| Copa del Rey 2021 (Madri)  |
| Catalunha                  |
| -------------------------- |
| Campeão Barça (26° título) |

MVP Movistar 2021
- Cory Higgins (Barça)